# جيمس هاميلتون (لاعب كرة قدم)
جيمس هاميلتون (بالإنجليزية: James Hamilton)‏ (16 يونيو 1901 في المملكة المتحدة - 1 يناير 1975) هو مدرب كرة قدم ولاعب كرة قدم بريطاني (وحمل سابقاً جنسية المملكة المتحدة لبريطانيا العظمى وأيرلندا) في مركز الظهير. لعب مع نادي بلاكبول ونادي سانت ميرين.

## وصلات خارجية
- جيمس هاميلتون على موقع الاتحاد الإسكتلندي (الإنجليزية)
- جيمس هاميلتون على موقع قاعدة بيانات كرة القدم.إي يو (الإنجليزية)